# LG Optimus GT540
LG Optimus GT540是LG電子於2010年發佈的智能手機，於2010年4月公佈，並於2010年6月售賣，搭載Android 1.6，可以升級到Android 2.1，並提供四種顏色選擇：分別為黑色，白色，粉紅色和銀色。該手機評價普遍良好，雖然沒有尖端的硬件，經評測人員發現，該手機性能良好，而且價格亦合理。

## 事件
LG Optimus得到市場普遍的認受性，使用戶留下了良好印象。TechRadar指出，雖然該手機沒有什麼突出規格，但功能足以應付日常需求。
LG Optimus不支持部分藍牙設備，其中一個問題是連接到藍牙鍵盤，在配對藍牙時不能持續地連接，而且官方亦未就問題開發補丁程序解決軟件問題。